# 寡黙
| ウィキペディアには「寡黙」という見出しの百科事典記事はありません（タイトルに「寡黙」を含むページの一覧/「寡黙」で始まるページの一覧）。 代わりにウィクショナリーのページ「寡黙」が役に立つかもしれません。 |